# Nycticeinops schlieffeni
Nycticeinops schlieffeni — вид рукокрилих, родини Лиликові.

## Поширення, поведінка
Країни поширення: Ангола, Бенін, Ботсвана, Буркіна-Фасо, Камерун, Центральноафриканська Республіка, Чад, Демократична Республіка Конго, Джибуті, Єгипет, Еритрея, Ефіопія, Гана, Кенія, Малаві, Малі, Мавританія, Мозамбік, Намібія, Нігер, Нігерія, Саудівська Аравія, Сенегал, Сомалі, ПАР, Судан, Есватіні, Танзанія, Того, Ємен, Замбія, Зімбабве. Мешкає в сухих і вологих саванах, сухих чагарниках, пустелях і напівпустелях. лаштує сідала під дахами хат або в тріщинах дерев.

## Морфологія
Морфометрія. Голова і тіло довжиною від 40 до 56 мм, хвіст довжиною від 26 до 37 мм, передпліччя довжиною від 29 до 35 мм, вага від 6 до 9 грамів.
Опис. Верх від коричневого до блідо-коричневого, низ від блідо-коричневого до сірувато-білого.  